# Coxim Atlético Clube
Maillots
Le Coxim Atlético Clube est un club brésilien de football basé à Coxim dans l'État du Mato Grosso do Sul.

## Palmarès
- Championnat du Mato Grosso do Sul :
  - Champion : 2006